# Giornata della Terra
Giornata della Terra (in inglese: Earth Day) è il nome usato per indicare il giorno in cui sono celebrati l'ambiente e la salvaguardia del pianeta Terra. Le Nazioni Unite celebrano questa ricorrenza ogni anno, un mese e un giorno dopo l'equinozio di primavera, il 22 aprile. La celebrazione vuole coinvolgere più nazioni possibili e oggi prendono parte 193 paesi. La Giornata della Terra nacque, in effetti, dalla pubblicazione, nel 1962, del libro manifesto ambientalista Primavera silenziosa, della biologa statunitense Rachel Carson; in seguito, nel 1969, in una conferenza dell'UNESCO a San Francisco, l'attivista per la pace John McConnell propose una giornata per onorare la Terra e il concetto di pace, per prima essere celebrata il 21 marzo 1970, il primo giorno di primavera nell'emisfero settentrionale. Questa giornata di equilibrio della natura è stata poi sancita in una proclamazione scritta da McConnell e firmata dal Segretario generale delle Nazioni Unite U Thant.
Nata il 4 ottobre 1969 come movimento universitario per sottolineare la necessità della conservazione delle risorse naturali della Terra, nel tempo, la Giornata della Terra è divenuta un avvenimento educativo ed informativo. I gruppi ecologisti lo utilizzano come occasione per valutare le problematiche del pianeta: l'inquinamento di aria, acqua e suolo, la distruzione degli ecosistemi, le migliaia di piante e specie animali che scompaiono, e l'esaurimento delle risorse non rinnovabili (carbone, petrolio, gas naturali).
Si insiste in soluzioni che permettano di eliminare gli effetti negativi delle attività dell'uomo; queste soluzioni includono il riciclo dei materiali, la conservazione delle risorse naturali come il petrolio e i gas fossili, il divieto di utilizzare prodotti chimici dannosi, la cessazione della distruzione di habitat fondamentali come i boschi umidi e la protezione delle specie minacciate.
Numerose comunità celebrano la Settimana della Terra, un'intera settimana di attività incentrate sulle problematiche ambientali.
Tutti, a prescindere dall'etnia, dal genere, da quanto guadagnino o in che parte del mondo vivano, hanno il diritto etico a un ambiente sano, equilibrato e sostenibile. La Giornata della Terra si basa saldamente su questo principio. Il 22 aprile del 1970, 20 milioni di cittadini americani, rispondendo a un appello del senatore democratico Gaylord Nelson, si mobilitarono in una storica manifestazione a difesa del nostro pianeta.
Con gli anni, la Giornata della Terra è divenuta un'occasione di confronto tra i leader mondiali affinché vengano adottate strategie comuni e misure concrete per una drastica riduzione delle emissioni dei gas serra, come avvenuto nel 2021 quando il presidente USA Joe Biden ha convocato un vertice speciale per coordinare la lotta al cambiamento climatico.

## 2009
La Giornata della Terra nel 2009 ha segnato l'inizio di una grande campagna di sensibilizzazione denominata dagli organizzatori “Green Generation Campaign”, i cui punti principali sono la ricerca di un futuro basato sulle energie rinnovabili che ponga fine alla nostra comune dipendenza dai combustibili fossili, incluso il carbone. Un impegno personale a un consumo responsabile e sostenibile. La creazione di una “economia verde” che tolga la gente dalla povertà con la creazione di milioni di “posti di lavoro verdi” e trasformi anche il sistema educativo globale in un sistema educativo “verde”.
Il 22 aprile 2009, giorno della ricorrenza, è l'occasione per migliaia di eventi organizzati in scuole, comunità, villaggi e città in tutto il mondo. In Italia, per il terzo anno consecutivo, a promuovere la manifestazione sarà NatGeo Music, il canale musicale di National Geographic.
A Roma, in serata, ci fu un grande concerto a Piazza del Popolo, con Ben Harper e altri artisti internazionali e italiani. Nelle sale cinematografiche l'anteprima del film Earth - La nostra Terra prodotto da DisneyNature, un inno alla Terra e alla sua bellezza.

## 2010
Il 22 aprile 2010 a Roma si tenne un concerto al Circo Massimo a cui presero parte Pino Daniele e i Morcheeba. Fu trasmesso da Nat Geo Channel (canale 710 Sky).
Dopo la campagna del 2010 per il 40º anniversario della Giornata Mondiale della Terra, l'edizione del 2011 sarà organizzata attorno alle “Billion Acts of Green” (Miliardo di azioni verdi). Le “Billion Acts of Green” sono impegni di singoli cittadini, associazioni, aziende, Enti e Governi che puntano a migliorare la vita in maniera sostenibile. L'obiettivo è di far registrare un miliardo di azioni prima del Summit della Terra che si terrà dal 14 al 16 maggio 2012 a Rio de Janeiro in Brasile per sensibilizzare i Governi che parteciperanno a questo fondamentale appuntamento.
In Italia è stata avviata una campagna similare chiamata “Azioni del Buon Senso“. Chiunque può registrare la propria azione direttamente dal sito della Giornata Mondiale della Terra prendendo un impegno concreto che permetta di migliorare l'ambiente. Tutte le azioni registrate saranno inviate all'EDN e contribuiranno ad incrementare le “Billion Acts of Green”.

## 2011
Il 20 aprile 2011 a Roma il concerto si è tenuto a villa Borghese con ospiti come Patty Smith e Carmen Consoli; poi trasmesso il 22 aprile 2011 su Sky Uno.

## 2012
Il 22 aprile il concerto si è tenuto al Palapartenope di Napoli, al quale hanno partecipato Anggun, Enrico Ruggeri, Mario Riso, i Sud Sound System, Pino Scotto ed altri artisti del progetto Rezophonic; è stato presentato da Serena Dandini.
L'obiettivo per la Giornata Mondiale della Terra 2012 era "Mobilitare il Pianeta", ovvero una mobilitazione locale di tutti coloro che intendevano aiutare il pianeta. Centinaia le iniziative locali che hanno provveduto alla partecipazione di migliaia di cittadini italiani.